# Limnoria
Limnoria es un género de crustáceos isópodos, de la familia Limnoriidae.

## Características
Su cuerpo es translúcido, blancuzco, aplanado dorsoventralmente, muy alargado, pero redondeada en los extremos. Miden alrededor de 3,5 mm de largo y tienen tres partes: cabeza, tórax y abdomen.
La cabeza tiene dos ojos compuestos, sésiles (insertados directamente en la cabeza) y, al igual que todos los crustáceos, dos pares de antenas, un par de mandíbulas y dos pares de maxilas. El primer segmento torácico está soldado al céfalon, que lleva un par de maxilípedos.
Siete segmentos torácicos permanecen libres, el primero muy alargado; teniendo cada uno un par de patas para caminar, terminadas en garras, especialmente desarrollados en hembras. El abdomen tiene seis segmentos, el último de los cuales está soldado.
La respiración se hace a través de las branquias formadas por los apéndices abdominales aplanados. Estos apéndices también causan a través de sus latidos, una corriente de agua que fluye fuerte a la parte posterior del animal en su parte inferior. El último par (urópodos) difiere significativamente. El cuerpo está erizado de muchos pelos especialmente en su mitad posterior.
Se alimentan de madera, la cual devoran, haciendo galerías en troncos, fragmentos, barcos y vigas.

## Especies
- Limnoria agrostisa Cookson, 1991
- Limnoria algarum Menzies, 1957
- Limnoria andamanensis Rao & Ganapati, 1969
- Limnoria antarctica Pfeffer, 1887
- Limnoria bacescui Ortiz & Lalana, 1988
- Limnoria bituberculata Pillai, 1957
- Limnoria bombayensis Pillai, 1961
- Limnoria borealis Kussakin, 1963
- Limnoria carinata Menzies & Becker, 1957
- Limnoria carptora Cookson, 1997
- Limnoria chilensis Menzies, 1962
- Limnoria clarkae Kensley & Schotte, 1987
- Limnoria convexa Cookson, 1991
- Limnoria cristata Cookson & Cragg, 1991
- Limnoria echidna Cookson, 1991
- Limnoria emarginata Kussakin & Malyutina, 1989
- Limnoria foveolata Menzies, 1957
- Limnoria gibbera Cookson, 1991
- Limnoria glaucinosa Cookson, 1991
- Limnoria hicksi Schotte, 1989
- Limnoria indica Becker & Kampf, 1958
- Limnoria insulae Menzies, 1957
- Limnoria japonica Richardson, 1909
- Limnoria kautensis Cookson & Cragg, 1988
- Limnoria lignorum Rathke, 1799
- Limnoria loricata Cookson, 1991
- Limnoria magadanensis Jesakova, 1961
- Limnoria mazzellae Cookson & Lorenti, 2001
- Limnoria multipunctata Menzies, 1957
- Limnoria nonsegnis Menzies, 1957
- Limnoria orbellum Cookson, 1991
- Limnoria pfefferi Stebbing, 1904
- Limnoria platycauda Menzies, 1957
- Limnoria poorei Cookson, 1991
- Limnoria quadripunctata Holthuis, 1949
- Limnoria raruslima Cookson, 1991
- Limnoria reniculus Schotte, 1989
- Limnoria rugosissima Menzies, 1957
- Limnoria saseboensis Menzies, 1957
- Limnoria segnis Chilton, 1883
- Limnoria segnoides Menzies, 1957
- Limnoria sellifera Cookson et al., 2012[4]
- Limnoria septima Barnard, 1936
- Limnoria sexcarinata Kuhne, 1975
- Limnoria simulata Menzies, 1957
- Limnoria stephenseni Menzies, 1957
- Limnoria sublittorale Menzies, 1957
- Limnoria torquisa Cookson, 1991
- Limnoria tripunctata Menzies, 1951
- Limnoria tuberculata Sowinsky, 1884
- Limnoria turae Castelló, 2011
- Limnoria uncapedis Cookson, 1991
- Limnoria unicornis Menzies, 1957
- Limnoria zinovae (Kussakin, 1963)